# Пугачовка (Киевская область)
Пугачовка (укр. Пугачівка) — село, входит в Белоцерковский район (ранее входило в упраздненный Ракитнянский район) Киевской области Украины.
Население по переписи 2001 года составляло 387 человек. Почтовый индекс — 09630. Телефонный код — 4562. Занимает площадь 2 км². Код КОАТУУ — 3223780502.

## История
В 1885 году население Пугачовки составляло 553 человека, в 1897 году — 881 человек.
В 1906 году в Пугачевке, на берегу реки Рось , на месте старой мельницы была построена новая трехэтажная водяная мельница. В 1950-м году мельница перестала функционировать по назначению. На сегодняшний день мельница полуразрушена, относительно целыми остались стены и некоторые элементы механизмов.
В 2017 году на правом берегу реки Рось между селами Пугачовка и Остров нашли 67 захоронений. В некрополе нашли западно-балтские вещи XI века. Учитывая отдельные антропологические признаки, большинство похороненных — переселенцы первой волны. Согласно летописям, князь Ярослав Мудрый переселил в долину реки Рось в XI веке одно из балтских племён для охраны южных рубежей Киевского княжества.

## Известные уроженцы
- Клепацкий, Павел Григорьевич — украинский и советский историк, краевед, педагог[6].

## Местный совет
09630, Київська обл., Рокитнянський р-н, с. Бирюки, вул. Леніна, 17